# 性欲

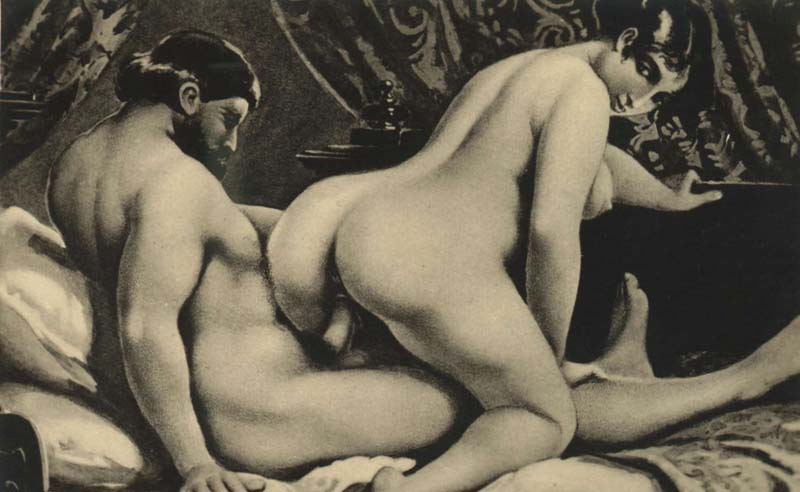
由法国画家爱德华-亨利·阿夫里尔所描绘的性交场景

性慾（英語：Sexual desire）是指驅使人們參與性行為，接近性對象的動機或興趣。與性慾類似的概念有性冲动、性吸引、情欲。性慾是人类的性的面向之一，它的強弱高低因人和時間(如生理時鐘和女性的月經週期)而異。有些人不會產生任何性慾——他們可以自称作無性戀。
人們在性上最常發生的事可能就是「產生性慾」。性慾是一種主觀感受，其可指向內外部線索。人們可能但不一定會因性慾而從事性行為。想像和幻想能使人產生性慾。具性吸引力者同樣亦能使其他人產生之。性慾也可以因性緊張而起或加深。當性慾未能夠得到滿足時，就會產生性緊張。
性慾可以自發產生，也可以為對外界刺激所產生的反應。性慾帶有一定動態性質，其可因內外部環境而增加或減弱，且其強度可隨著對象不同而產生變化。斯蒂芬·B·莱文把性慾光譜描述為：厌恶→不喜欢→漠不关心→感興趣→需要→充滿热情。
「產生或應用性幻想和性相關思想」是性慾的重要一環。性慾可使人們產生一些身體表現，較為常見的有流口水、舔舐嘴唇、伸出舌头。

## 理論框架
理論家和研究者一般會在分析人類性慾時套用兩套框架。其一為生物學框架——當中把性慾視為跟本能、驅力、需要、冲动差不多的内在动机。在此一理解底下，性慾又可稱為性驅力。社會文化理論為理解性慾的另一個框架。當中把性慾視為大環境（社会文化）底下的其中一項因子。在生物學框架底下，性慾常會比作像飢餓般的生物驅力。飢餓者會為了減輕痛苦、使自己獲得快感，而去尋找食物。性慾可視作一種生物需要或慾望，它會誘使人們尋求性體驗，獲得性快感。不過，所有物种（包括人類）都不會在未經選擇的情況下隨便跟同種發生性行為，因為性慾在很大程度上跟吸引力有關。此現象可延伸出一套理論——誘因動機理論。誘因動機理論認為，參與性行為的動機強弱取決於刺激的強度（刺激能否即時獲得），若然當事人得到滿足，那麼未來的刺激/誘因強度將會增加。性驅力跟眾多生物性因子之間有着很大关系，像「染色体、激素、營養狀態、整體健康水平」般的生物因子會影響人的性慾強弱。在性治療師海倫·辛格·卡普蘭提出的性反應模型當中，性慾期為整個性反应周期的首個階段。其依序為慾望期 → 興奮期 → 高潮期。有性慾並不等同性器官進入興奮狀態。性慾的有沒強弱並不能透過性反應清晰看出。人們可在興奮期至高潮期期間一直维持着「有性慾」的狀態，有些人甚至會在高潮過後繼續產生性慾，即使男女都較難在消退期後的一段時間再度勃起或分泌出陰道分泌液。
在社会文化框架中，性慾是指对性行為本身的渴望。除了享受滿足和釋放性緊張外，性慾本身就沒其他目的。性慾和性行為可能但不一定為了性方面的犒赏而存在。比方說，有些人會為了增加亲密感和依附感而選擇從事性行為。性慾亦不是一種衝動，人們可更自觉控制自身的慾望。尽管如此，社会文化的影响可能会将男性和女性推向特定的性别角色，使之以遵從社會腳本的方式去從事性行為，表達性慾。於是，人們便可能因自身的所想所願跟社會期許不符，而感到挫折。一些理論家認為性慾的體驗在很大程度上是社會建構的。然而，一些學者認為即使社會文化對性慾的體驗有着很大影響，也不影響生物因子才是性慾的根源這點。沒了之，前者根本不能發揮作用。亦有觀點認為性慾既不是社會建構的，也不是一種生物驅力。詹姆斯·贾尔斯認為，它是一種因社會性別化所導致的不全感而起的存在性需要。
很多研究者相信，在研究人類的性時，「只强调任何一面，並忽略其他面向」的做法是不符邏輯的，此舉亦會危害整個研究領域。他們表示多種方法和學科之間的整合和互動，才能夠使人們全面了解「性」本身。只以一套方法去研究性慾雖也能得出有用資訊，但並不全面。性慾可以多種方法體現，比如「行為、認知、情绪」。莱文認為性慾有三個不同的面向： 
1. 驅力：生物學上的概念。當中會把解剖学和神经内分泌生理学一併考慮在內。
2. 動機：心理學上的概念。當中會考慮心理状态、人际关系状态、社会背景的影响。
3. 渴望：文化上的概念。當中會考慮文化對性表达的期望、价值观、规则。

## 性別差異
還未踏入青春期的男性所偏好的性刺激較受社會文化影響，不過有關影響會在其後降低。女性的性則在其一生中都易受社會文化影響。因為對情境、社會、文化敏感，而在性上有所變化的現象稱為情色可塑性。不過，研究者對於前青少年期的兒童的性慾和性興奮知之甚少，他們亦不知道兒童的有關感受能否跟他們成年後的相提並論。不過，男孩一般比起女孩更早表露出性興趣和從事性行為（包括自慰）。
男性的性驅力和性慾平均比女性大——這跟男性在眾多調查上偏向報稱有着更多性伴侣的结果相符，不過數學家卻表示，在邏輯上，男異性戀者的平均伴侶數目並不可能多於女異性戀者。性驅力亦跟社會性取向的得分有關。性驅力愈高者，愈不會在社會性取向上作出任何限制，亦即他們會更願意不對伴侶忠貞。有關情況尤其適用於女性。利帕（Lippa）利用BBC網絡調查的數據，去評估兩性在以下特質上的差異：性驅力、社會性取向、身高。結果發現不同國家都擁有一致的性別差異，不過女性的性驅力比男性更具可塑性。男性的性慾平均在其一生中比女性的更強烈、來得更頻繁，而且維持得較長。尽管女性不像男性那样经常产生性慾，但一旦產生之，其強度則與男性相當。社會亦可能會影響兩性的性慾表達，繼而影響性滿意度。它除了規定什麼性行為可接受外，還會就男性和女性在性上的表達下一套規範（例如男性應該「有性」，女性應該幾乎「無性」）。德拉梅特（DeLamater）和西尔（Sill）發現，認為「性行為重要與否」的態度和感受亦會影響性慾。他們的研究顯示，認為性行为对自身生活和关系質量重要者傾向表现出低性慾，反之亦然。此一結果同樣適用於男性。康纳格伦（Conaglen）和埃文斯（Evans）的研究再度證實上述發現。他们研究了性慾水平會否影響對性刺激物（圖片）的情緒反應和認知處理過程。結果發現性慾較低的女性能夠較快地辨識該些圖片，但與其他組別相比，她們偏向認為那些圖片為自己帶來的興奮感較低，而且對之較不欣賞。
研究亦發現，女性能在觀賞露骨性刺激物或想像性情境時，只出現生理上的興奮反應，而在心理上感受不了興奮。一項研究顯示，97%的女性會在沒性慾時與人性交，相比下只有60%的男性這樣做過。此外，與男性相比，女性較可能將性慾和依附掛勾。女性較容易出現性慾上的波動 ，因為她們平均需面對較多影響性慾的事件——月經、妊娠、哺乳、更年期、疲勞。虽然这些变化通常非常小，但女性的性慾傾向於在排卵期變高，月經期變低。對於女性而言，若然體內雄激素水平突然下降，那麼她們便可能不會再對性產生想法，並不再對以往引起性慾的線索和触發因素產生反應。此一现象在經歷過更年期，且睾酮水平低下的女性當中尤其明顯。研究發現，經皮施予睾酮能改善女性的性慾和性功能。
當人們踏入中老年，他們的性慾、性能力、性行為頻度自然會出現下降，這是文化期許及激素水平下降所致。德拉梅特和西尔發現大多男女皆不會在75歲之前向外報稱自己性慾低下。很多人會把有關現象視為因老伴親疏變化及其他問題而起。

## 量度評估
有鑑於性慾能以不同的方式概念化，所以研究者難以為「性慾」下一個準確定義。不過他們一般會把《精神疾病診斷與統計手冊》中的臨床定義和人們對性慾的了解納入考慮範圍之內。此外，由於醫學界並沒有就正常的性慾大小達成共識，所以他們亦難以量度性慾本身，在診斷性慾相關障礙方面同樣受制於此。
很多研究者會以研究對象的自評數據和進行性行為的頻度來評估他們的性慾。不过此一方法有着不少缺点。比如，其忽略了促使對象尋找及接受性行為的認知或生物因子，只專注於其行為。
研究者已開發出好幾份用於測量性慾發展和表達因子的量表。性需求評量（The Sexual Desire Inventory）是一份用以測量性慾的自評問卷。它把性慾定義為「对性行為的兴趣或渴望」。該份問卷會從實際經歷和個人思想入手，以此評估人的性慾。整份問卷總計有14道問題，完成後可以受試對象的答案，來評估他們對性行為的慾望強度、頻度，及他們認為有關慾望重要與否。此外，性需求評量也把性慾分為兩類——「單獨性」和「結伴性」。結伴性慾望是指「渴望與他人一起進行性行為，或對之感興趣。渴望跟他人亲近或發生亲密接触」； 單獨性慾望則指「對於只有自己的性行為感興趣，當事人亦可能渴望不跟他人親近或發生親密接觸」。
性兴趣和慾望量表-女性（The Sexual Interest and Desire Inventory-Female）是首項经过验证，且用於評估女性性慾低下症的严重程度及有關治療效果的工具。該量表由13個項目組成。它可用以评估女性对自身关系的满意度，她最近与伴侣或獨自發生的性经历，她对性行为的热情、慾望、接受程度，她对自身的慾望及興奮水平有多苦恼。該量表總分為51分，性功能水平與分數成正比。

## 影響因子

### 人際關係
人們的社會狀況包含其所身處的社會環境、人生階段、有沒有伴侶、與伴侶的關係。人們可能以社會環境或伴侶存在與否這兩點，來判斷自己在性慾上是否出了問題。由於人類是一種社會性動物，故他們很多都會努力尋找終身伴侶，並渴望體驗到親密感。性慾常被視為浪漫吸引和关系发展的重要一環。

### 疾病
《精神疾病診斷與統計手冊》列出了性慾低下症這種性慾相關障礙。在DSM-5當中，其又細分作男性性慾低落障礙症及女性性興趣/興奮障礙症兩類。男性性慾低落障礙症是指「個人對性活動的幻想和慾望持續性地不足或缺乏」，不足或缺乏的定義則由治療師根據當事人的年紀及文化背景來決定。女性性興趣/興奮障礙症則定義為「性興趣/興奮的顯著低落」，且需符合以下至少三項症狀：對性行為缺乏或只有少量興趣、缺乏或只有少量性念頭、没有或很少尝试主动提出性邀請，或對伴侶的挑逗缺乏反應/沒有反應、在75-100%的性體驗當中感受不了性快感/性興奮、對來自自身或外部的性刺激缺乏/只有少量性興趣、在75-100%的性體驗當中，性器官/性器官以外的部分欠缺或只有少量感覺。
要診斷某人患上上述任何一者，症狀皆需持續出現六個月，且須證明這構成了當事人極大的痛苦，及其他疾病或藥物不能更好地解釋求診者的狀況。與伴侶性慾不配合不足以斷定某人患上性慾低下症。另只要求診者自我認定為終生無性的無性戀者，即可把他從診斷中排除。
在2022年生效的ICD-11納入了強迫性性行為障礙，其定義為「因持续无法控制的强烈性冲动而導致的性行为模式」。

### 健康
一系列的慢性病會在生物及心理層面上對性慾產生重大影響。若然當事人健康狀況欠佳，那麼其便可能在產生一些慾望的同時，失去進行性行為的動機或能力。身体和精神健康仍成功及滿意的性表達之關鍵。像心血管疾病、糖尿病、关节炎、良性前列腺增生症、帕金森氏症、癌症般的身體問題可能對性慾、性功能、性反應產生負面影響。探討「糖尿病對性慾有什麼影響」的研究一直存有矛盾。一些研究发现，男性糖尿病患者的性慾比起同齡健康人士要低，另一些則發現兩者沒有顯著差異。高血壓跟男女的性慾水平降低有關。

### 藥物
一些藥物會影響人們的幸福感、能量水平、心境，繼而對性慾產生間接影響。抗高血压药和眾多精神科藥物跟性慾水平下降有關。後者的例子有抗精神病药、三环类抗抑郁药、单胺氧化酶抑制剂、鎮靜劑。不過當中影響又以选择性5-羟色胺再摄取抑制剂為高。就女性的情況而言，抗凝剂、心血管藥物、降膽固醇藥、降血壓藥都會誘使其性慾水平下降。药物的常規使用量与性欲下降有关。许多人没有意识到口服避孕药會使女性的性慾下降。然而，只有1/4的女性使用者會遇上這種副作用。此外，口服避孕药也會改變女性的動情週期，最終使其吸引力下降。目前已知口服避孕药會增加體內性激素结合球蛋白的水平。這種變化跟性慾降低有關。 常作为毒品的药物甲基苯丙胺則會大幅增加使用者的性慾。

### 激素
性慾會受到雄激素（男性或女性）和雌激素（女性）影響。许多研究将睾酮跟性慾劃上聯繫。睾酮主要在睾丸（男性）和卵巢（女性）中生成。催产素亦會影響性慾。研究者已發現，從外部給予適量催產素可以刺激女性對性行為的渴求。對於女性而言，體內催產素水平會在性行為期間達至高峰。男性的射精頻率同樣會影響性慾。若其在一週內沒射精，而上一次射精是一週前，那麼其想從事性行為的慾望就會變高。

## 社會文化觀點
不同社会及文化对於性慾有着各異的看法。當中一些採取享樂主義的觀點，另一些則較為保守。同时，各地區对婚外性行為等議題的法律取態有着不少差異。一些文化把性行為限制在婚姻以內。像沙特阿拉伯、巴基斯坦、阿富汗、伊朗、科威特、 马尔代夫、摩洛哥、阿曼、毛里塔尼亚、阿拉伯联合酋长国、苏丹、也门般的國家把所有婚外性行為視為違法。一些社會會就兩性的性慾表達採取双重标准。残割女性生殖器在一些地區仍有在進行，當地人嘗試藉此限制女性的性慾表達。